# Recife
Recife este capitala și cel mai mare oraș din statul Pernambuco, a cincea cea mai mare zona metropolitană și de influență metropolitană din Brazilia, având 3.743.854 locuitori, și cea mai mare zonă metropolitană din nord-nord-estul țării. Populația orașului număra 1.555.034 de locuitori în 2012.
Recife este situat acolo unde râul Beberibe întâlnește râul Capibaribe și se varsă în Oceanul Atlantic. Este un important port la Oceanul Atlantic. Numele său este o aluzie la recifurile de corali care sunt prezente pe coasta orașului. Multe râuri, insule mici și cele peste 50 de poduri ce se găsesc în centrul orașului Recife îi dau caraterul și supranumele de „Veneția braziliană”.
Regiunea metropolitană Recife este principala zonă industrială a statului Pernambuco, produsele cele mai importante sunt cele derivate din trestie (zahăr și etanol), electronice, produse alimentare, și altele. Datorită stimulentelor fiscale ale guvernului, multe întreprinderi industriale au început în anii 1970 și 1980. Recife are o tradiție în a fi cel mai important centru comercial din Regiunea de Nord/Nord-Est a Braziliei, cu mai mult de 52.500 de societăți comerciale în Recife, plus încă 32.500 în zona metropolitană, însumând peste 85.000 de societăți comerciale.
Datorită investițiilor private semnificative și a forței de muncă calificate, Recife s-a transformat în al doilea cel mai mare centru medical din Brazilia (al doilea numai după São Paulo). Spitale moderne cu echipamente noi tratează pacienți din mai multe state vecine. Ca toate celelalte orașe din Nord-Est, Recife se axează pe dezvoltarea sectorului său turistic. Plaja din Porto de Galinhas, de la 60 km sud de oraș, a fost distinsă în mod repetat cu titlul de cea mai bună plajă din Brazilia și a reușit să atragă mulți turiști. Infrastructura pentru turiști și oameni de afaceri este printre cele mai dezvoltate din Brazilia, chiar dacă este loc de mai bine.
Orașul este de asemenea un renumit centru educațional, fiind sediul cele mai mari universități din Pernambuco, Universitatea Federală din Pernambuco. Mai multe figuri istorice braziliene, printre care și poetul și aboliționistul Castro Alves, s-au mutat în Recife pentru a-și continua studiile.
Recife și Natal sunt singurele orașe din Brazilia cu zboruri directe spre insulele Fernando de Noronha, sit al Patrimoniul Mondial UNESCO din 2001.

## Climă
| Date climatice pentru Recife, Brazil                                                        | Date climatice pentru Recife, Brazil | Date climatice pentru Recife, Brazil | Date climatice pentru Recife, Brazil | Date climatice pentru Recife, Brazil | Date climatice pentru Recife, Brazil | Date climatice pentru Recife, Brazil | Date climatice pentru Recife, Brazil | Date climatice pentru Recife, Brazil | Date climatice pentru Recife, Brazil | Date climatice pentru Recife, Brazil | Date climatice pentru Recife, Brazil | Date climatice pentru Recife, Brazil | Date climatice pentru Recife, Brazil |
| Luna                                                                                        | Ian                                  | Feb                                  | Mar                                  | Apr                                  | Mai                                  | Iun                                  | Iul                                  | Aug                                  | Sep                                  | Oct                                  | Nov                                  | Dec                                  | Anual                                |
| ------------------------------------------------------------------------------------------- | ------------------------------------ | ------------------------------------ | ------------------------------------ | ------------------------------------ | ------------------------------------ | ------------------------------------ | ------------------------------------ | ------------------------------------ | ------------------------------------ | ------------------------------------ | ------------------------------------ | ------------------------------------ | ------------------------------------ |
| Maxima medie °C (°F)                                                                        | 30.2 (86,4)                          | 30.2 (86,4)                          | 30.0 (86)                            | 29.7 (85,5)                          | 28.9 (84)                            | 28.8 (83,8)                          | 27.3 (81,1)                          | 27.5 (81,5)                          | 28.1 (82,6)                          | 29.0 (84,2)                          | 30.1 (86,2)                          | 30.2 (86,4)                          | 29,17 (84,5)                         |
| Media zilnică °C (°F)                                                                       | 26.6 (79,9)                          | 26.6 (79,9)                          | 26.5 (79,7)                          | 25.9 (78,6)                          | 25.2 (77,4)                          | 24.5 (76,1)                          | 24.0 (75,2)                          | 23.9 (75)                            | 24.6 (76,3)                          | 25.5 (77,9)                          | 25.9 (78,6)                          | 26.3 (79,3)                          | 25,46 (77,82)                        |
| Minima medie °C (°F)                                                                        | 22.4 (72,3)                          | 22.6 (72,7)                          | 22.7 (72,9)                          | 22.6 (72,7)                          | 21.9 (71,4)                          | 21.6 (70,9)                          | 21.1 (70)                            | 20.6 (69,1)                          | 20.7 (69,3)                          | 21.4 (70,5)                          | 21.9 (71,4)                          | 22.2 (72)                            | 21,81 (71,25)                        |
| Minima istorică °C (°F)                                                                     | 20 (68)                              | 20 (68)                              | 21 (70)                              | 20 (68)                              | 21 (70)                              | 15 (59)                              | 18 (64)                              | 17 (63)                              | 18 (64)                              | 17 (63)                              | 17 (63)                              | 19 (66)                              | 15 (59)                              |
| Precipitații mm (inches)                                                                    | 103.4 (4.071)                        | 144.2 (5.677)                        | 264.9 (10.429)                       | 326.4 (12.85)                        | 328.9 (12.949)                       | 389.6 (15.339)                       | 385.6 (15.181)                       | 213.5 (8.406)                        | 122.5 (4.823)                        | 66.1 (2.602)                         | 47.8 (1.882)                         | 65.0 (2.559)                         | 2.457,9 (96,768)                     |
| Umiditate [%]                                                                               | 73                                   | 77                                   | 80                                   | 84                                   | 85                                   | 85                                   | 85                                   | 85                                   | 78                                   | 76                                   | 74                                   | 75                                   | 80                                   |
| Nr. de zile cu precipitații (≥ 0.1 mm)                                                      | 14                                   | 16                                   | 19                                   | 21                                   | 23                                   | 25                                   | 25                                   | 23                                   | 18                                   | 15                                   | 12                                   | 13                                   | 224                                  |
| Ore însorite                                                                                | 244.9                                | 211.9                                | 204.6                                | 186.0                                | 186.0                                | 168.0                                | 170.5                                | 108.5                                | 216.0                                | 248.0                                | 267.0                                | 254.2                                | 2.465,6                              |
| Sursa nr. 1: World Meteorological Organization., Hong Kong Observatory (sun only 1961-1990) |                                      |                                      |                                      |                                      |                                      |                                      |                                      |                                      |                                      |                                      |                                      |                                      |                                      |
| Sursa nr. 2: Weatherbase (record highs, lows and humidity)                                  |                                      |                                      |                                      |                                      |                                      |                                      |                                      |                                      |                                      |                                      |                                      |                                      |                                      |

## Oreașe înfrățite
Recife este înfrățit cu:
| Țară       | Oraș      | Regiune          | Din  |
| ---------- | --------- | ---------------- | ---- |
| Portugalia | Porto     | Norte Region     | 1987 |
| Franța     | Nantes    | Pays de la Loire | 2003 |
| China      | Guangzhou | Guangdong        | 2007 |
| Olanda     | Amsterdam | Olanda de Nord   | 1900 |
| SUA        | Dallas    | Texas            | 1948 |
| Spania     | A Coruña  | Galicia          | ?    |

## Galerie foto

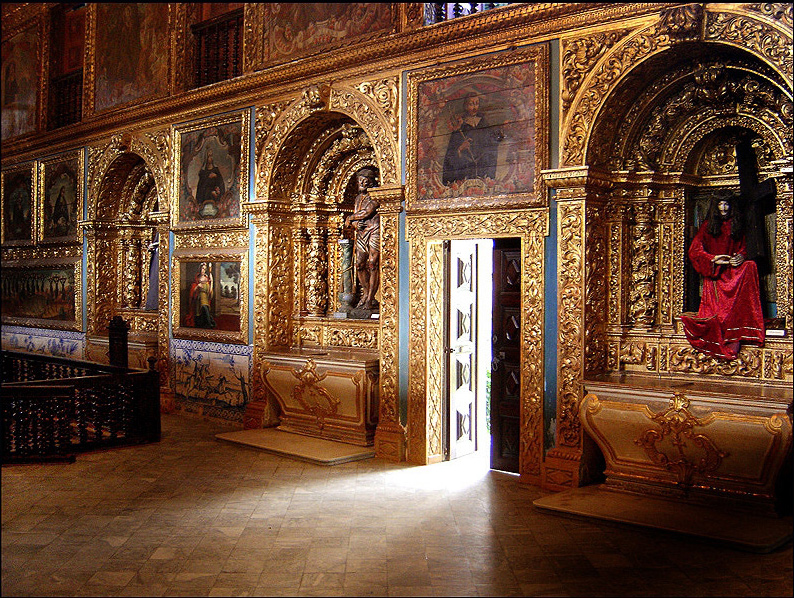
Capela Dourada
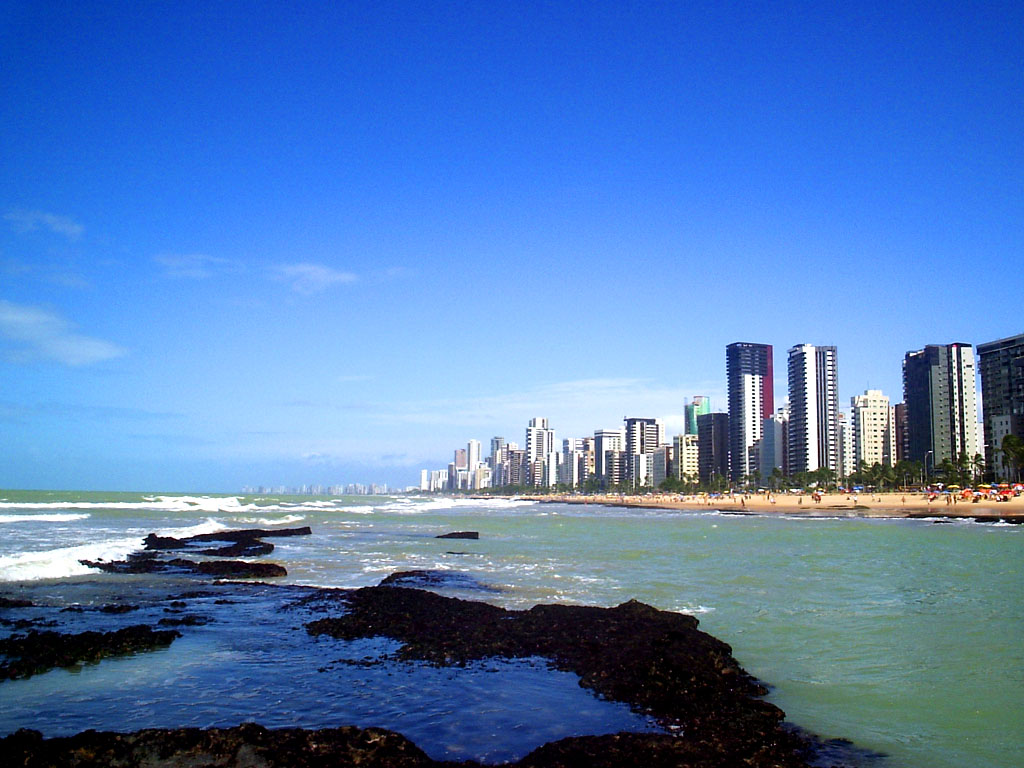
Recife
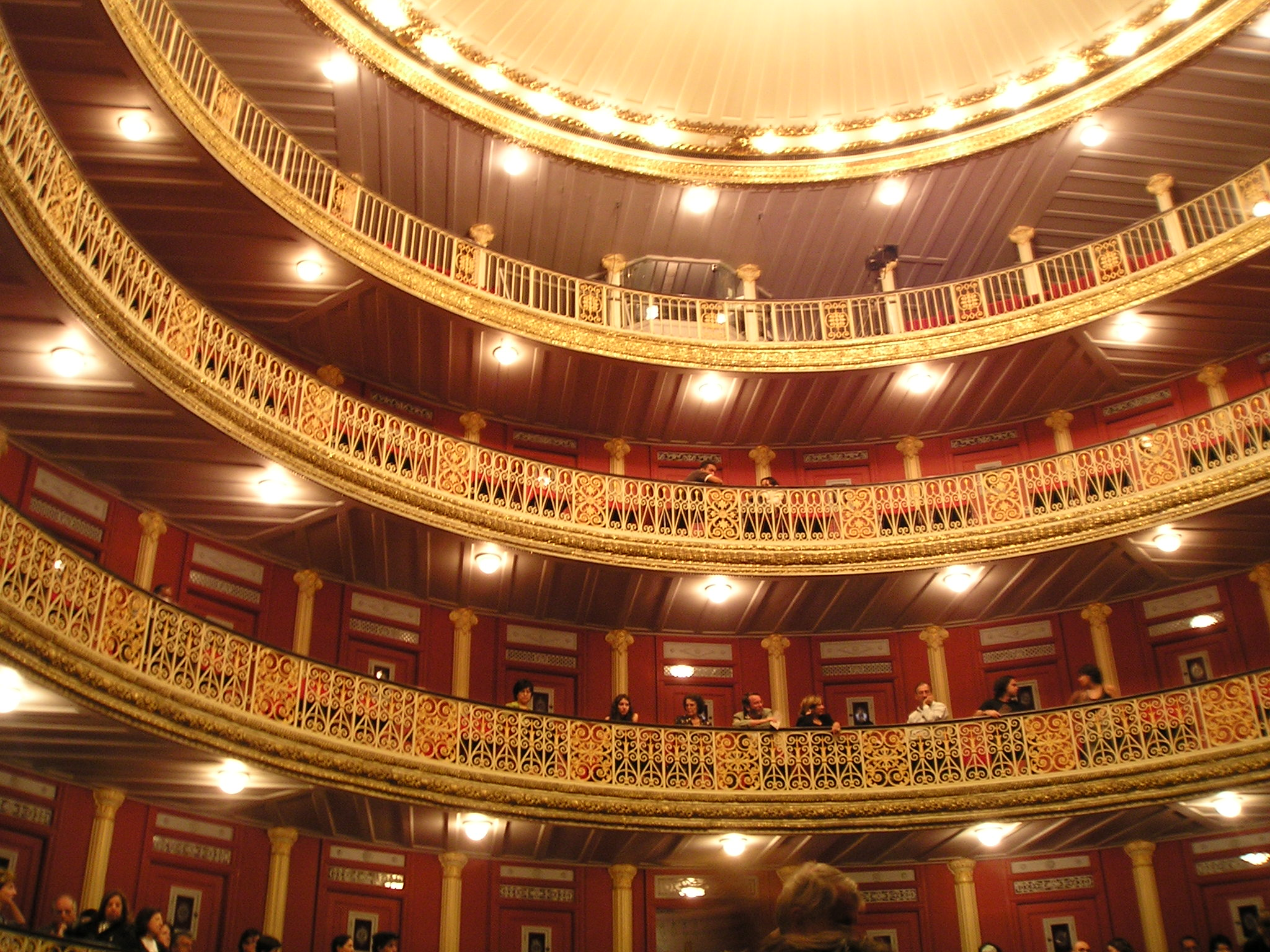
Santa Isabel
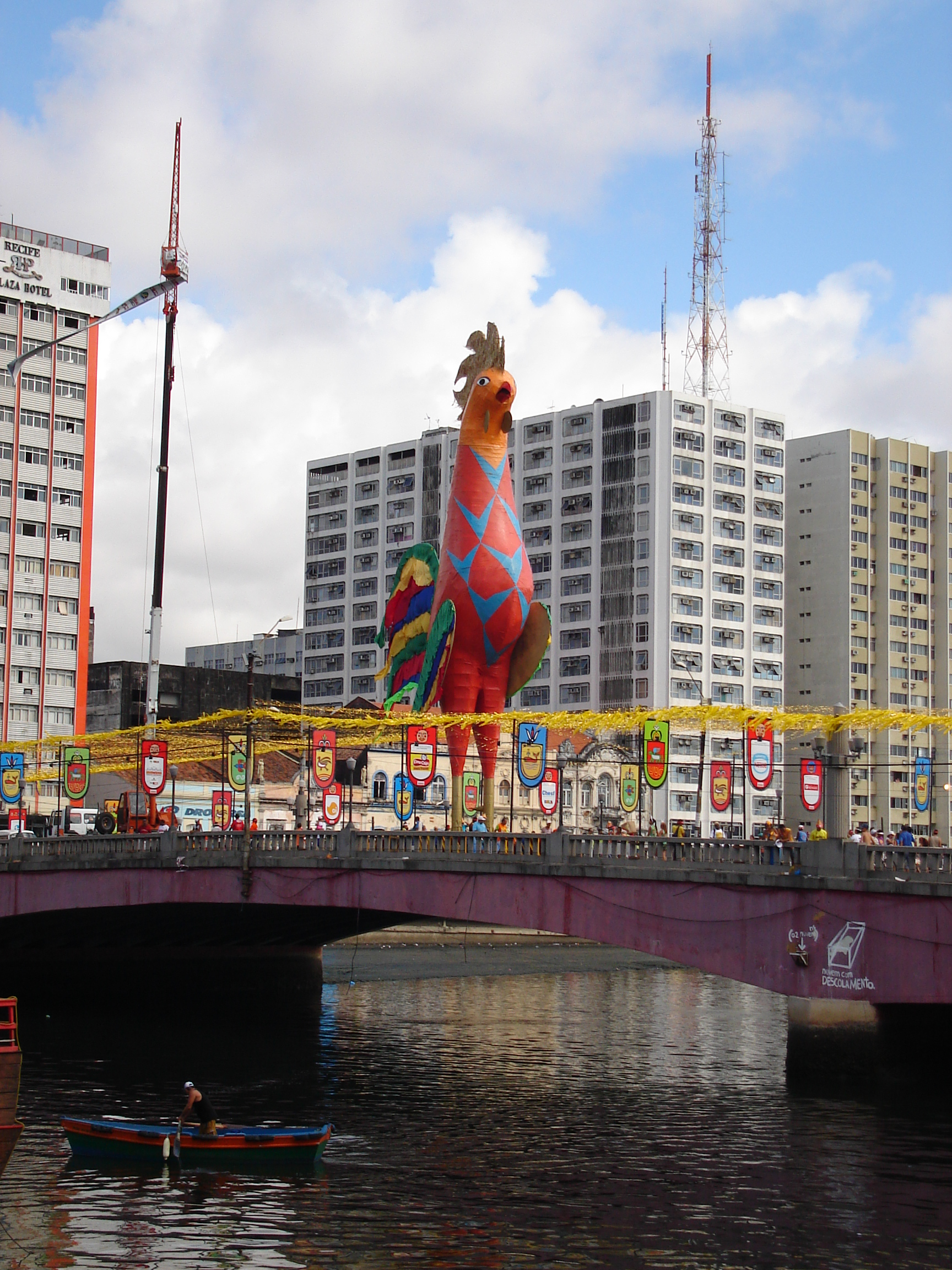
Carnaval - Galo da Madrugada
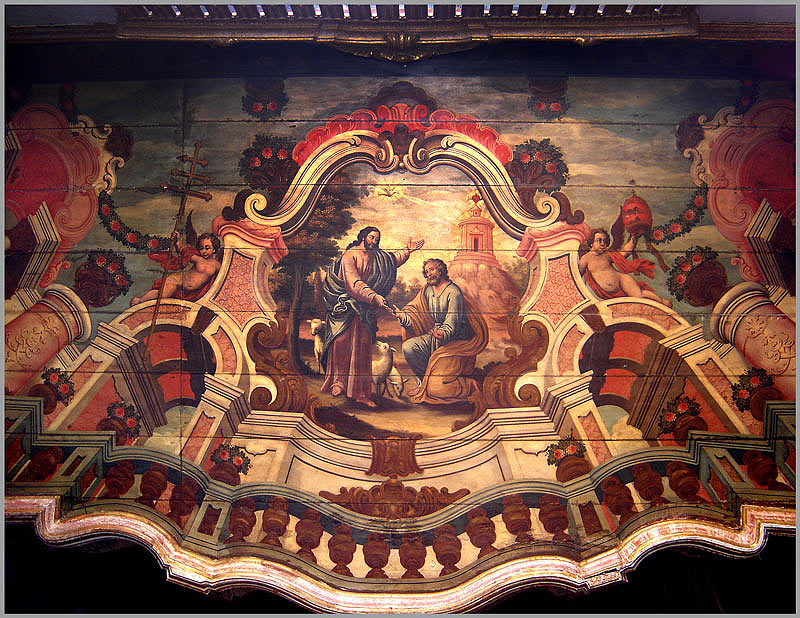
São Pedro dos Clérigos
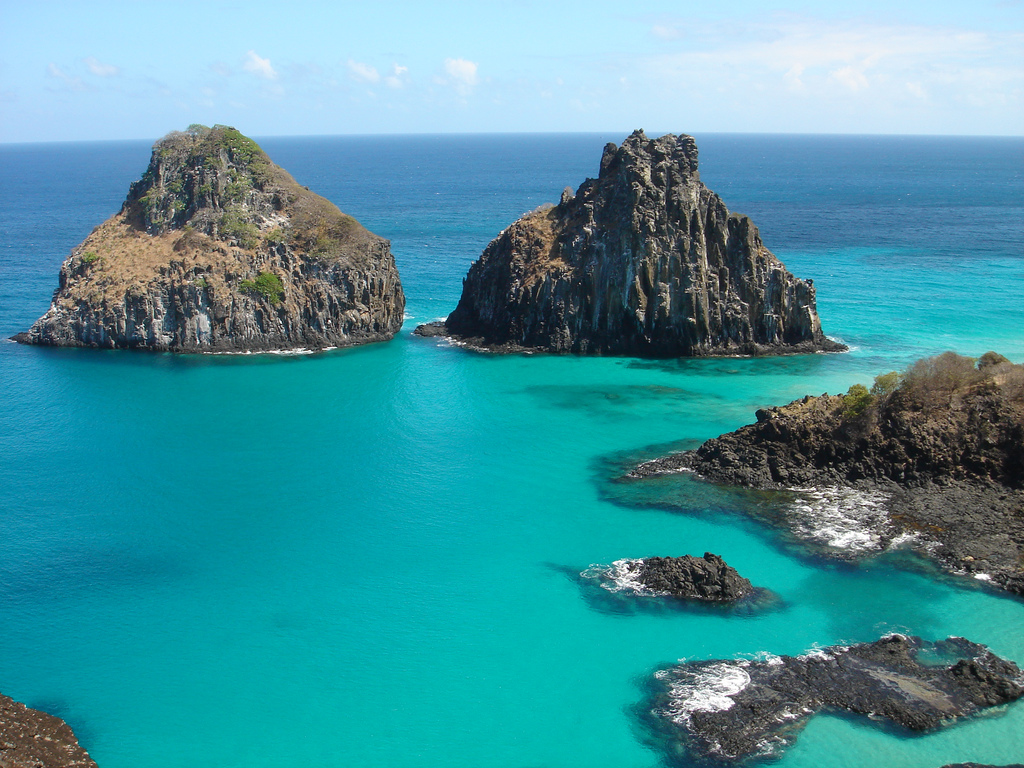
Fernando de Noronha
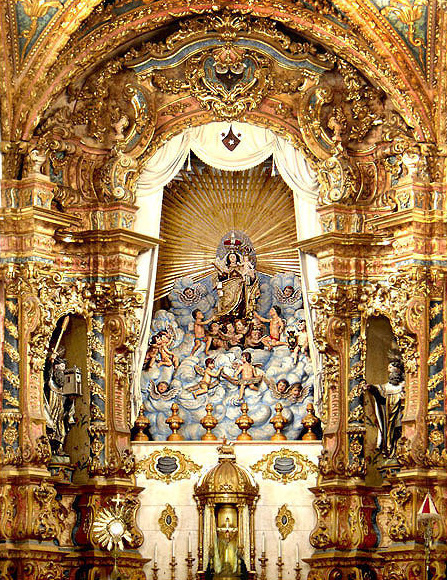
Nossa Senhora do Carmo
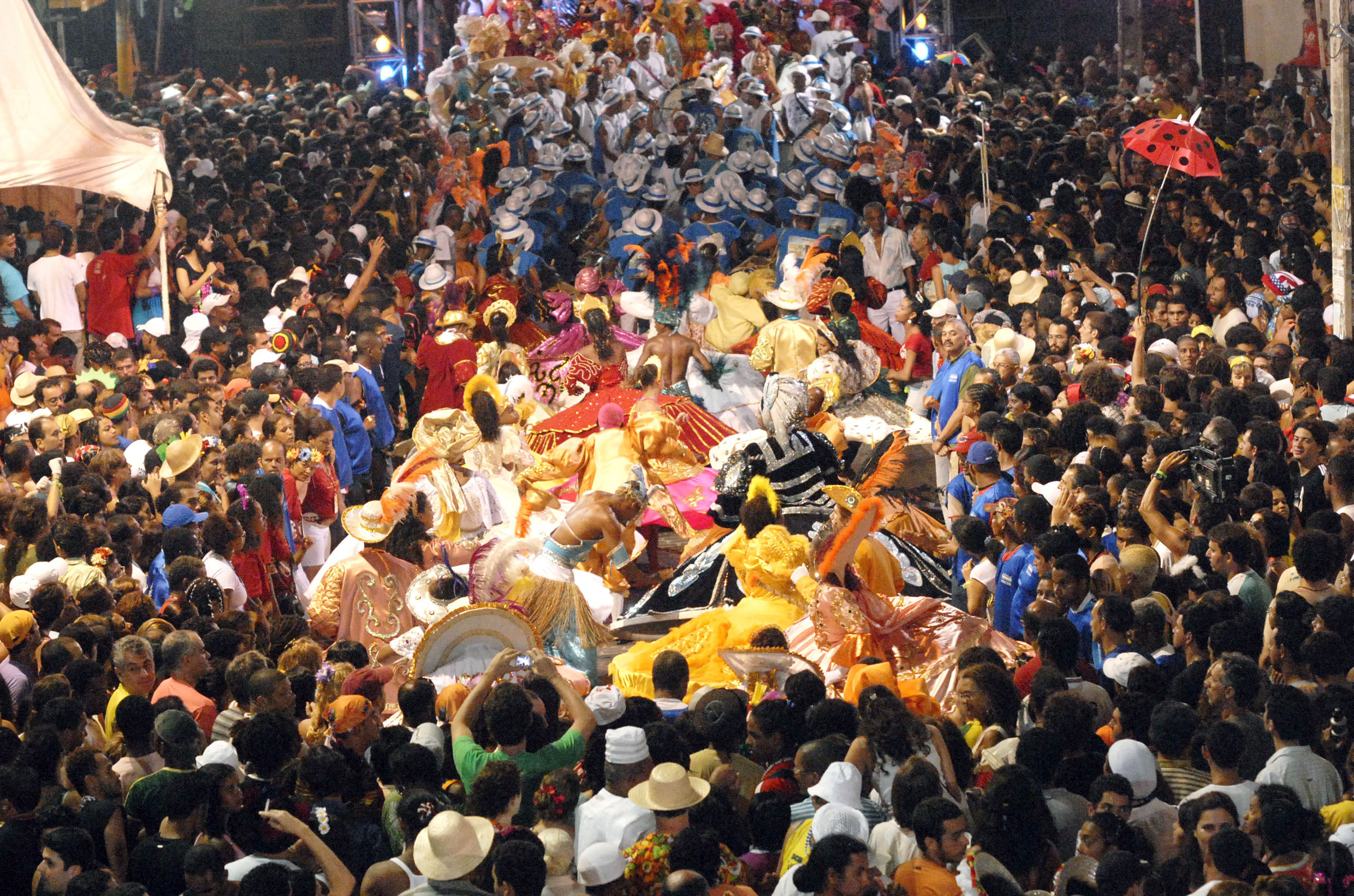
Carnaval 2008
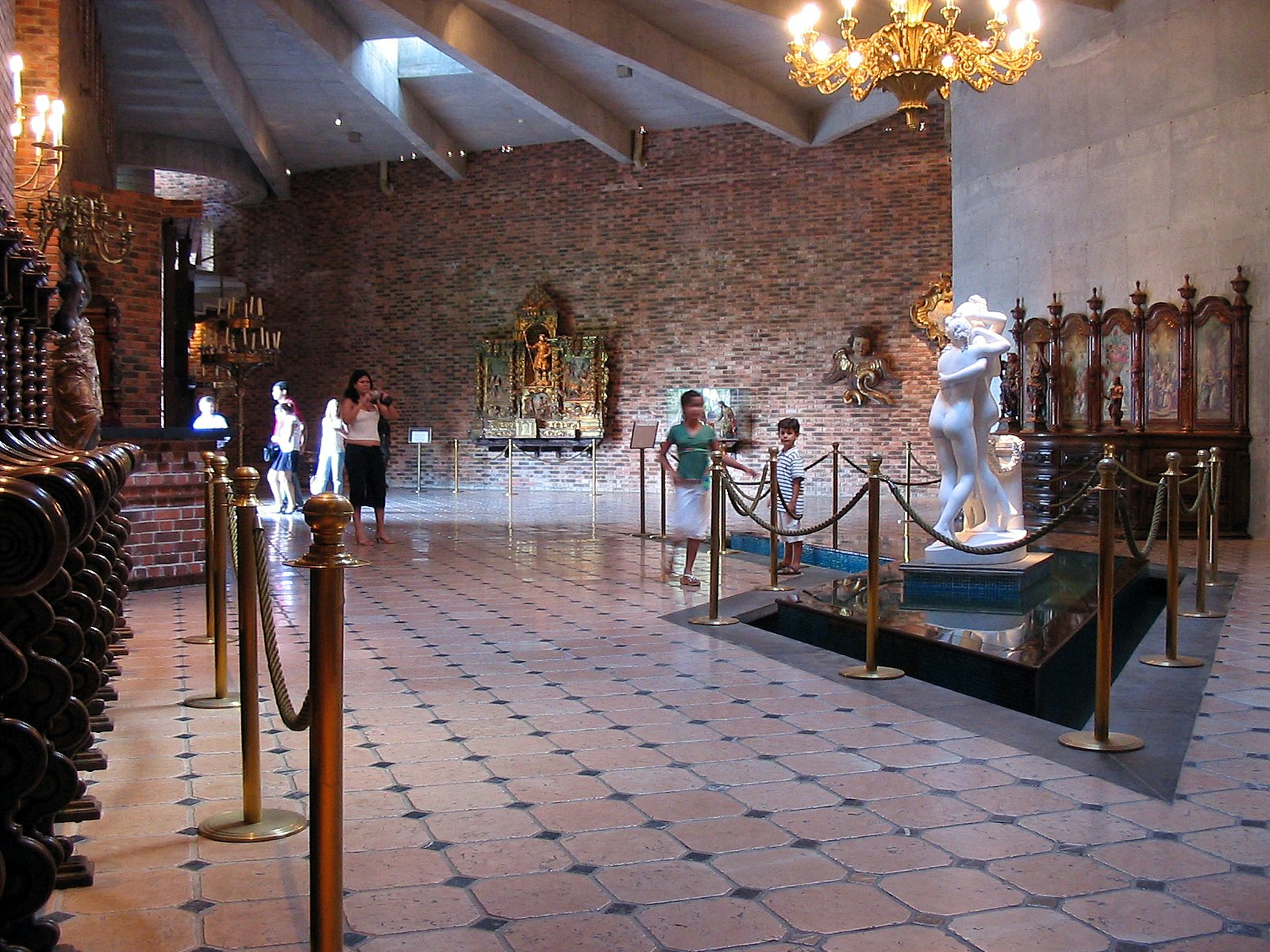
Ricardo Brennand
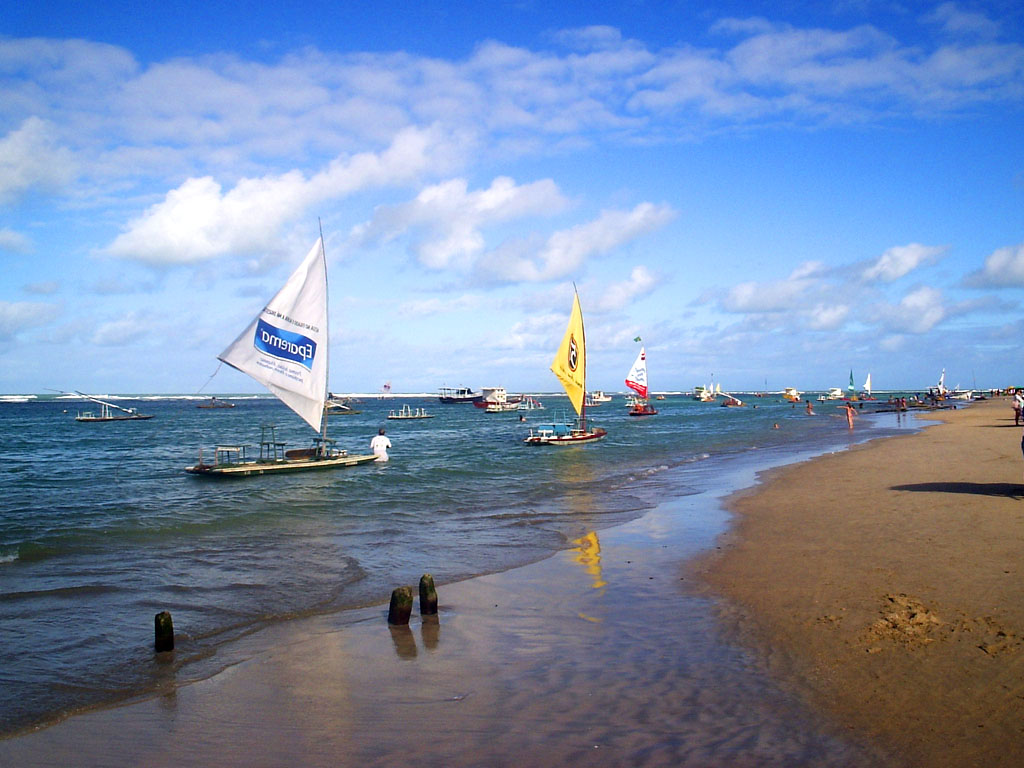
Plajă Porto de Galinhas
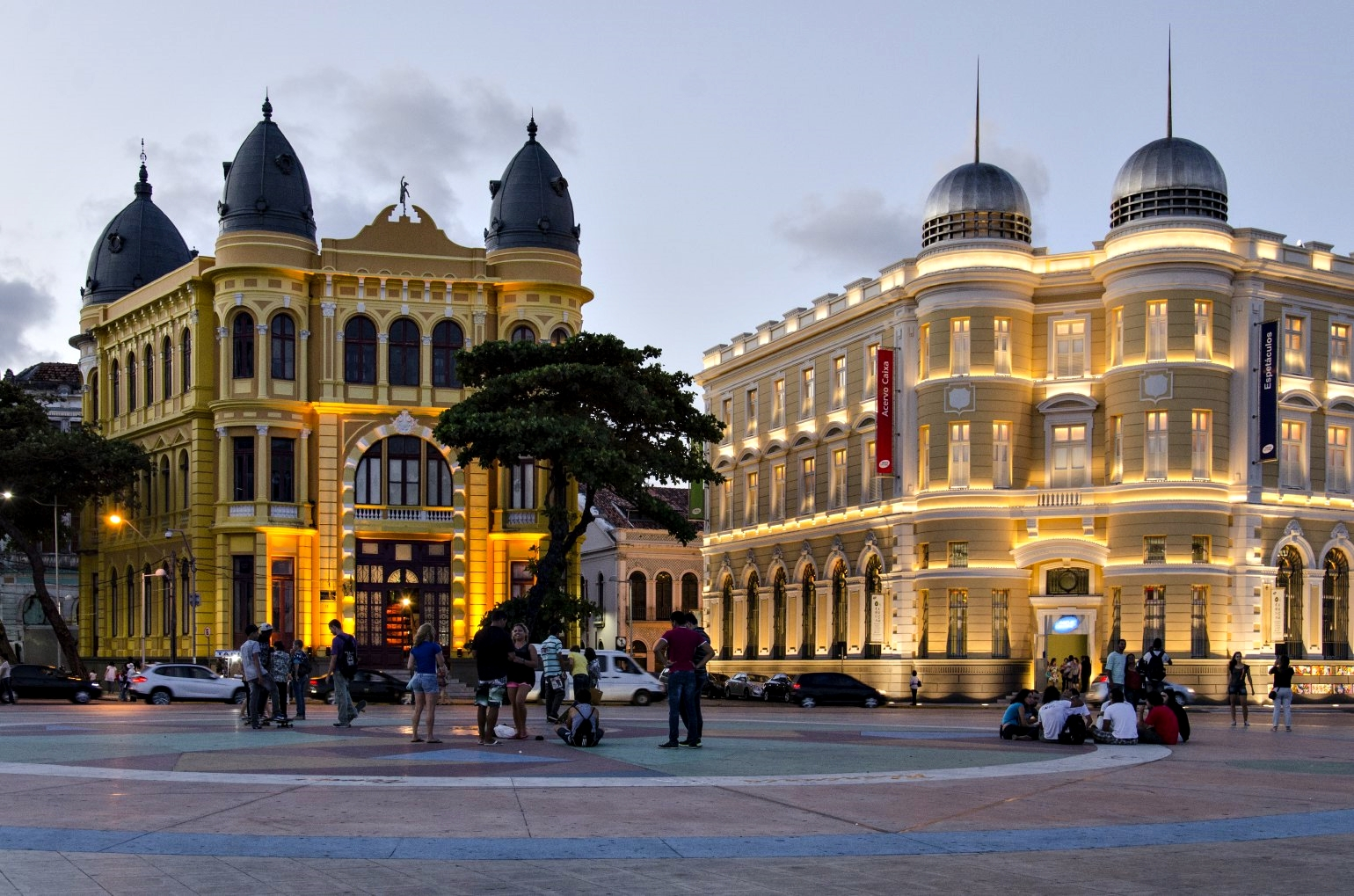
Marco Zero
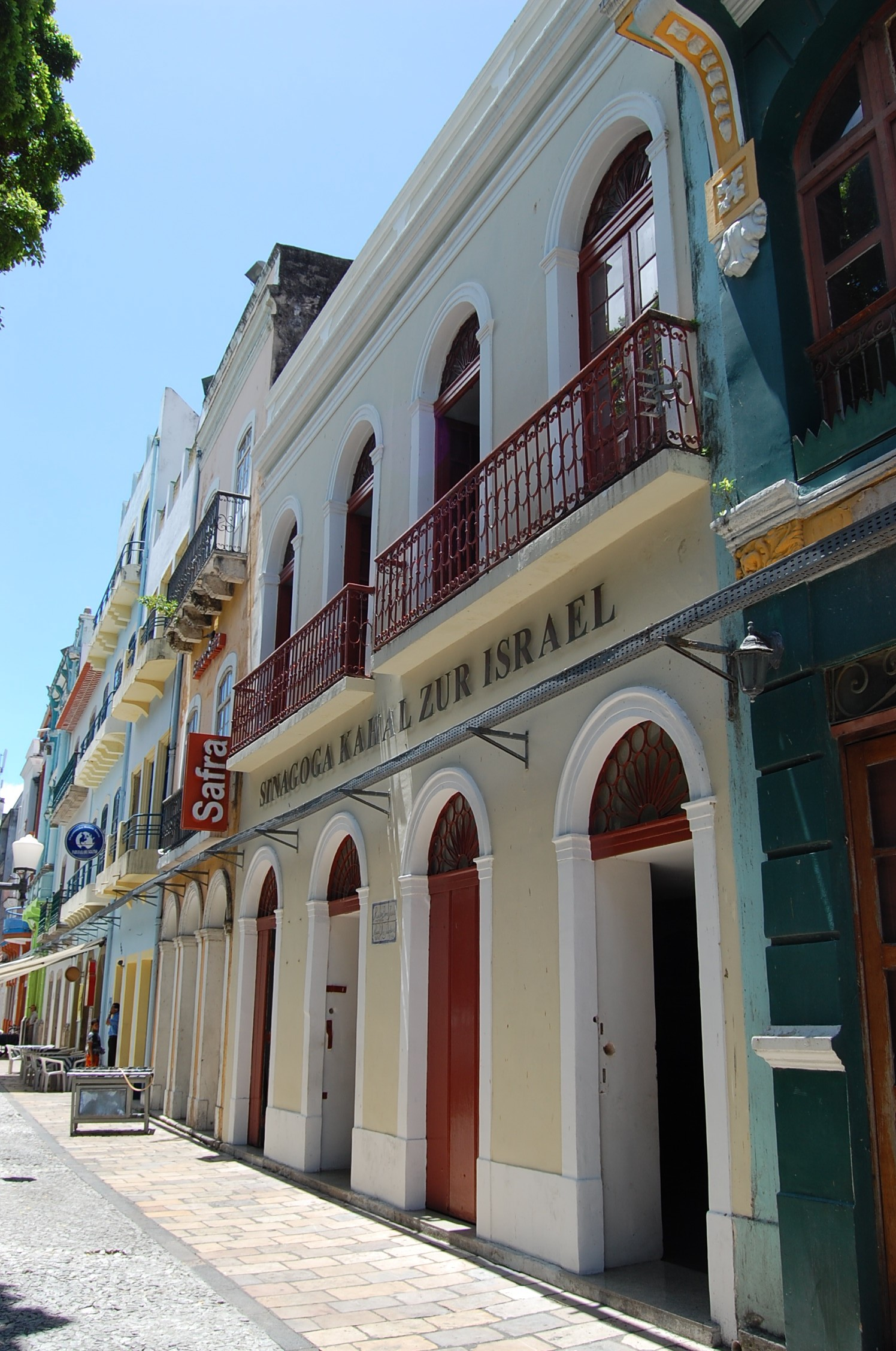
Kahal Zur